# La commedia del potere
La commedia del potere (L'ivresse du pouvoir) è un film del 2006 diretto da Claude Chabrol.
Ambientato in Francia, il film mostra le difficoltà di un giudice retto nell'indagare e perseguire i cosiddetti "poteri forti". Pur non volendo rappresentare un caso reale sono palesi le ispirazioni alla figura della giudice Eva Joly e allo scandalo noto come "affare Elf" risalente ai primi anni '90.
Il film è stato presentato in concorso al Festival di Berlino del 2006.

## Trama
Michel Humeau, potentissimo presidente di un gruppo industriale non meglio specificato ma di primissima importanza nazionale, viene improvvisamente arrestato su provvedimento del giudice Jeanne Charmant-Killman, nota per la sua inflessibilità. L'uomo patisce particolarmente la condizione di carcerato, circostanza che non dispiace alla giudice che conta di fare leva anche su questo per avere quante più informazioni sul sistema di corruzione scoperto, anche se poi concede all'uomo di curarsi in una clinica.
Una sera la giudice ha un incidente d'auto a causa di uno strano problema ai freni.
Dopo una breve degenza in ospedale la donna ha una scorta fissa di due uomini che la seguono fin dentro casa, acuendo il disagio del marito già notevolmente provato dall'eccessiva esposizione della moglie che al contrario è gratificata dall'importanza delle indagini che conduce e non bada troppo alle conseguenze che comportano.
Per porre ostacoli alla giudice si muovono anche i vertici politici che ne dispongono una promozione. L'intento è quello di spostarne un po' l'attenzione e di affiancarle un'altra giudice donna la cui presenza le crei disappunto. Sulle prime infatti è così, ma la giovane collega è davvero brava e inflessibile come lei e dunque è in definitiva la persona ideale con la quale collaborare per portare avanti un'indagine così impegnativa.
Il marito intanto esprime tutto il suo malessere per la condizione di assoluto subordine in cui versa il suo matrimonio e la sua persona rispetto al lavoro della moglie che, per tutta risposta, lo lascia per andarsene a vivere in un monolocale.
Mentre Humeau è rilasciato l'indagine si allarga a tutti i suoi collaboratori e ad altri faccendieri che, sempre con la minaccia del carcere, cominciano a rompere il muro di omertà che proteggeva tutto il sistema.
Le minacce aumentano ma la Charmant non si ferma né si piega al suo capo, che quasi vergognandosi le propone un'ulteriore promozione a patto che lasci l'indagine.
Il gesto disperato del marito che tenta il suicidio, senza uccidersi, riesce laddove gentili offerte e minacce avevano fallito. Jeanne Charmant si fa da parte ma solo con la certezza che il suo lavoro sia proseguito dalla giovane collega della quale ormai si fida ciecamente.